# جان باول ليون
جان باول ليون (بالإسبانية: Jean Paul Leon)‏ هو رسام إسباني، ولد في 1955.